# 埃沙拉
埃沙拉（法語：Échalas，法語發音：[eʃala] ⓘ）是法国罗讷省的一个市镇，属于里昂区。

## 地理
埃沙拉（45°33'7"N, 4°42'56"E）面积20.95 平方千米，位于法国奥弗涅-罗讷-阿尔卑斯大区罗讷省，该省份为法国中东部省份，北起顺时针与索恩-卢瓦尔省、安省、里昂大都会、伊泽尔省和卢瓦尔省接壤。
与埃沙拉接壤的市镇（或旧市镇、城区）包括：日沃尔、圣罗曼昂日耶、特雷沃、罗讷河畔卢瓦尔。

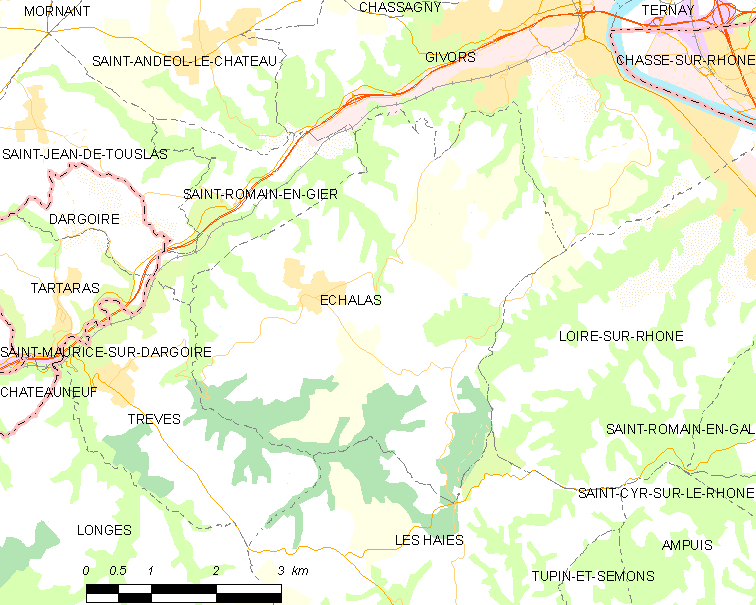
埃沙拉的OSM定位图

埃沙拉的时区为UTC+01:00、UTC+02:00（夏令时）。

## 行政
埃沙拉的邮政编码为69700，INSEE市镇编码为69080。

## 政治
埃沙拉所属的省级选区为莫尔南县，现任市长为Fabien Kraehn。

## 人口

1962-2008年间埃沙拉人口变化图示

埃沙拉于2022年1月1日时的人口数量为1940人。